# Centrolene geckoideum
A Centrolene geckoideum a kétéltűek (Amphibia) osztályába, a békák (Anura) rendjébe, ezen belül az üvegbékafélék (Centrolenidae) családjának Centrolene nemébe tartozó faj.

## Előfordulása
Kolumbiában és Ecuadorban honos.
Természetes élőhelye a szubtrópusi és trópusi nedves hegyi erdők és folyóvizek. Élőhelyének fogyatkozása veszélyezteti.